# 安娜·瑪麗亞·法蘭西絲卡
安娜·瑪麗亞·法蘭西絲卡（德語：Anna Maria Franziska，1672年6月13日—1741年10月15日），托斯卡納大公夫人，薩克森-勞恩堡公爵尤里烏斯·法蘭茲的女兒。

## 家庭
1690年，安娜·瑪麗亞·法蘭西絲卡和普法爾茨-諾伊堡的菲利普·威廉·奧古斯特結婚，兩人共有兩個女兒：
1. 利奧波汀·艾蕾諾爾（1691年—1693年），夭折
2. 瑪麗亞·安娜·卡羅琳（英语：Countess Palatine Maria Anna of Neuburg）（1693年—1751年）

菲利普·威廉·奧古斯特於1693年去世。1697年，安娜·瑪麗亞·法蘭西絲卡和托斯卡納大公科西莫三世的次子吉安·加斯托內結婚，兩人沒有子女。